# Fabio Baggio
Fabio Baggio (* 1965 Bassano del Grappa) je italský kněz scalabrinských misionářů, spolupracovník papeže Františka a jeden z vatikánských úředníků odpovědných za migraci. Obhajuje otevření legálních dveří pro migranty a uprchlíky.
Vystudoval teologii a historii a doktorát z církevních dějin na Papežské Gregoriánské univerzitě. Vyučoval na několika univerzitách. Byl konzultantem migrace biskupské konference v Chile a ředitelem Migrace arcidiecéze v Buenos Aires. Od roku 2002 do roku 2010 je ředitelem Migračního centra Scalabrini na Filipínách a Mezinárodního migračního institutu Scalabrini na Pontifical Urban University od roku 2010. Od ledna 2017 je s Michaelem Czernym sekretářem Sekce pro migranty a uprchlíky Dikasterium pro službu integrálnímu lidskému rozvoji.

## Kardinálská kreace
V neděli 6. října 2024 papež papež František oznámil, že na 8. prosince 2024 svolá konzistoř, v níž bude jmenovat 21 nových kardinálů a mezi nimi také Mons. Baggia.